# دانييل كيلوغ
دانييل كيلوغ (بالإنجليزية: Daniel Kellogg)‏ هو معلم موسيقى وملحن أمريكي، ولد في 1976.

## وصلات خارجية
- دانييل كيلوغ على موقع ميوزك برينز (الإنجليزية)
- دانييل كيلوغ على موقع ديسكوغز (الإنجليزية)